# 전라남도의 대학 목록
다음은 대한민국 전라남도의 대학 목록이다.
전라남도에 소재한 대학은 11개교, 전문대학은 10개교가 있다. 이중 국립 대학은 4개교, 공립 대학은 1개교, 사립 대학은 16개교가 위치한다.

## 대학
| 이름                 | 설립 유형 | 위치                   | 규모                      | 비고 |
| -------------------- | --------- | ---------------------- | ------------------------- | ---- |
| 국립목포대학교       | 국립      | 무안군, 목포시, 영암군 | 3캠퍼스, 8대학, 4대학원   |      |
| 국립목포해양대학교   | 국립      | 목포시                 | 1캠퍼스, 2대학, 2대학원   |      |
| 국립순천대학교       | 국립      | 순천시                 | 1캠퍼스, 7대학, 5대학원   |      |
| 전남대학교           | 국립      | 여수시, 화순군         | 2캠퍼스, 17대학, 10대학원 |      |
| 광주가톨릭대학교     | 사립      | 나주시                 | 1캠퍼스, 1대학, 1대학원   |      |
| 동신대학교           | 사립      | 나주시                 | 1캠퍼스, 5대학, 3대학원   |      |
| 목포가톨릭대학교     | 사립      | 목포시                 | 1캠퍼스, 1대학, -대학원   |      |
| 세한대학교           | 사립      | 영암군                 | 2캠퍼스, 4대학, 1대학원   |      |
| 영산선학대학교       | 사립      | 영광군                 | 1캠퍼스, 1대학, -대학원   |      |
| 초당대학교           | 사립      | 무안군                 | 1캠퍼스, 1대학, 2대학원   |      |
| 한국에너지공과대학교 | 사립      | 나주시                 | 1캠퍼스, 1대학, 1대학원   |      |

## 전문대학
| 이름            | 설립 유형 | 위치   | 비고     |
| --------------- | --------- | ------ | -------- |
| 전남도립대학교  | 공립      | 담양군 |          |
| 광양보건대학교  | 사립      | 광양시 |          |
| 나주대학교      | 사립      | 나주시 |          |
| 동아보건대학교  | 사립      | 영암군 |          |
| 목포과학대학교  | 사립      | 목포시 |          |
| 순천제일대학교  | 사립      | 순천시 |          |
| 전남과학대학교  | 사립      | 곡성군 |          |
| 청암대학교      | 사립      | 순천시 |          |
| 한국폴리텍V대학 | 사립      | 무안군 | 기능대학 |
| 한영대학교      | 사립      | 여수시 |          |

## 폐교
| 이름           | 구분 | 설립 | 폐교 | 위치           | 경과                  | 비고     |
| -------------- | ---- | ---- | ---- | -------------- | --------------------- | -------- |
| 광주예술대학교 | 사립 | 1993 | 2000 | 나주시         |                       | 대학     |
| 성화대학       | 사립 | 1996 | 2012 | 강진군, 진도군 |                       | 전문대학 |
| 여수대학교     | 국립 | 1917 | 2006 | 여수시         | 전남대학교 여수캠퍼스 | 산업대학 |
| 한려대학교     | 사립 | 1993 | 2022 | 광양시         |                       | 대학     |

## 같이 보기
- 대한민국의 대학 목록
- 광주광역시의 대학 목록
- 전북특별자치도의 대학 목록
- 경상남도의 대학 목록
- 경상북도의 대학 목록